# Cyantraniliprol
Cyantraniliprol ist ein Insektizid aus der Wirkstoffgruppe der Ryanodin-Rezeptor-Modulatoren.
Es wurde von der Firma DuPont Crop Protection im Jahr 2008 eingeführt.

## Wirkungsweise
Wie alle Ryanoide interagiert Cyantraniliprol mit den Ryanodin-Rezeptoren, einer Art von Calciumkanälen in Muskelzellen. Cyantraniliprol aktiviert den Rezeptor, sodass Calcium-Ionen freigesetzt werden. Dadurch wird die Kontrolle über die Muskelfunktionen verloren, was zur Lähmung und Tod führt.
Der relativ neue Wirkstoff stellt eine Alternative zu herkömmlichen Phosphorsäureestern oder Neonicotinoiden dar, gegen die einige Insekten bereits Resistenzen entwickelt haben.

## Einsatzgebiete
Cyantraniliprol wird sowohl auf den Boden ausgebracht als auch direkt auf die Blätter von Pflanzen gesprüht. Es wird zudem zum Beizen von Saatgut verwendet.
Es hat sowohl eine insektizide Wirkung als auch eine Wirkung als Repellent.
In Studien erwies sich Cyantraniliprol unter anderem als geeignetes Mittel gegen Schädlinge wie die Weiße Fliege oder den Maiszünsler.

## Toxikologie
In Tierversuchen wurde gezeigt, dass Cyantraniliprol eine geringe Toxizität für Menschen bzw. Säugetiere aufweist. Die Europäische Behörde für Lebensmittelsicherheit (EFSA) gibt einen Wert für die Erlaubte Tagesdosis (ADI) von 0,01 mg/kg Körpergewicht an. Des Weiteren konnten keine genotoxischen oder kanzerogenen Wirkungen belegt werden.

## Ökotoxikologie
Cyantraniliprol ist gering toxisch für Vögel, Algen und Wasserpflanzen, moderat toxisch für Fische und Krebstiere sowie hochgiftig für alle Insekten und wirbellose Wasserorganismen.
Es wird als hoch toxisch für Bienen eingestuft. Die LD50 von Cyantraniliprole beträgt für Honigbienen (Apis mellifera) 0,0934 µg·Biene−1. Unterhalb der letalen Dosis konnte eine erhöhte Lethargie der Bienen festgestellt werden.
Cyantraniliprol ist in der Umwelt moderat persistent.

## Analytik
Zum zuverlässigen Nachweis und zur Quantifizierung von Cyantraniliprol können sowohl flüssig- als auch gaschromatographische Methoden zum Einsatz kommen. Zur Identifizierung kann nach der chromatographischen Trennung ein Massenspektrometer verwendet werden.

## Zulassung
In Deutschland, Österreich und einigen weiteren Staaten der EU sind seit 2016 Pflanzenschutzmittel mit diesem Wirkstoff zugelassen, nicht jedoch in der Schweiz.
Im Jahr 2018 wurde in Deutschland Cyantraniliprol in DuPont Exirel per Notfallzulassung für die Bekämpfung der Kirschfruchtfliege und Kirschessigfliege im Obstanbau zugelassen. Dies war auch schon im Jahr 2017 der Fall. Ende März 2020 wurde Benevia vom Bundesamt für Verbraucherschutz und Lebensmittelsicherheit (BVL) per Notfallzulassung gegen die Spargelfliege im Spargelanbau zugelassen. Auch liegen derzeit reguläre Zulassungsanträge für Pestizidmischungen mit diesem Wirkstoff vor.

## Handelsnamen
- Von FMC:
  - Exirel®
  - Benevia®
  - Verimark®

- Corteva Lumiposa®
- Syngenta Minecto® Pro (in Kombination mit Abamectin)
- Syngenta Minecto® Duo 40WG (in Kombination mit Thiamethoxam)